# Internetknutpunkt

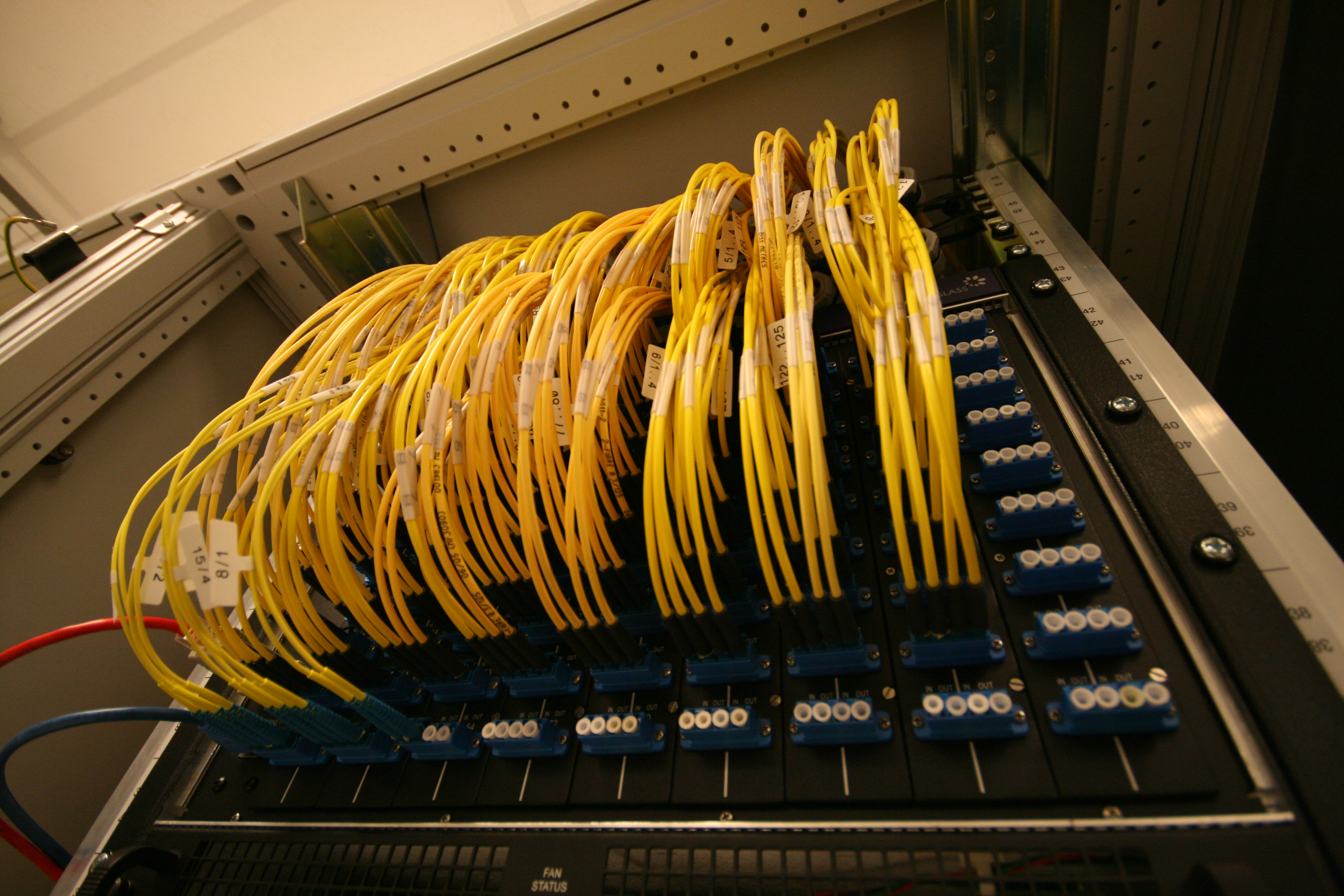
Fiberoptisk switch vid AMS-IX (Amsterdams Internetknutpunkt)

Internetknutpunkt (IX eller IXP) är en fysisk infrastruktur där Internetleverantörer utbyter Internettrafik mellan sina nätverk (autonoma system).  Knutpunkterna reducerar den andelen trafik som internetleverantörer måste skicka via sin uppströms transit-leverantör, och kan därigenom reducera den genomsnittliga kostnaden-per-bit för sin kommunikationsservice.  En IXP gör det dessutom möjligt att upptäcka fler kommunikationsvägar vilket ökar effektiviteten i routingen och toleransen för fel.

## Knutpunkter i Sverige
I Sverige finns det flera aktörer som sköter utbytet av traffik.
- Netnod AB via utbytespunkter i Göteborg, Malmö, Sundsvall, Luleå och två i Stockholm.[1]
- SONIX via utbytespunkter i Göteborg, Malmö och Stockholm.[2]
- STHIX via utbytespunkter i Göteborg, Malmö, Stockholm, Sundsvall, Umeå.
- SOLIX via utbytespunkter i Stockholm.

## Knutpunkter i Finland
I Finland sköter föreningen FICIX de viktigaste knutpunkterna. Föreningen har tre utbytespunkter: i Esbo, Helsingfors och Uleåborg.